# Амелі Моресмо
Амелі́ Сімо́н Моресмо́ (фр. Amélie Simone Mauresmo; *5 липня 1979, Сен-Жермен-ан-Ле, Франція) — французька тенісистка-професіонал, колишня перша ракетка світу жіночого тенісу. Мешкає в Женеві. Відкрита лесбійка з 19 років. 
Першої перемоги на турнірі WTA Амелі досягла в 1999. Найбільшого успіху досягла в 2003, коли разом з французькою збірною виграла Кубок Федерації.
На олімпійських іграх 2004 в Афінах виборола срібну медаль, програвши в фіналі бельгійці Жустін Енін-Арден. 13 вересня 2004 стала першою французькою тенісисткою, що очолила рейтинг WTA, причому вона ще не мала жодної перемоги на турнірах Великого шолому.
Перший трофей турніру Великого шолому вона здобула 28 січня 2006, на Відкритому чемпіонаті Австралії перемігши Жустін Енен-Арден (6:1 2:0) через відмову останньої.
8 липня 2006 Амелі здобула другу перемогу на турнірах Великого шолому (на Вімблдонському турнірі) і знов над Жустін Енен-Арден з рахунком (2:6 6:3 6:4).

## Фінали турнірів WTA

### Одиночний розряд: 48 (25 титулів, 23 поразки)
| Легенда                                                                                              |
| --- |
| Турніри Великого шлему (2–1)                                                                         |
| Теніс на Олімпійських іграх (0–1)                                                                    |
| Фінал WTA (1–2)                                                                                      |
| Турніри WTA 1000 (Турніри WTA Tier I) (6–5)                                                          |
| Турніри WTA 500 (Турніри WTA Tier II / Турніри WTA Premier) (14–12)                                  |
| Турніри WTA 250 (Турніри WTA Tier III / Турніри 4-ї категорії WTA / Турніри WTA International) (2–2) |

| Фінали by Покриття |
| ------------------ |
| Тверде (13–11)     |
| Трава (1–1)        |
| Ґрунт (6–7)        |
| Килим (5–4)        |

| Результат | В-П   | Дата     | Турнір                                            | Категорія  | Покриття   | Опонент                        | Рахунок                  |
| --------- | ----- | -------- | ------------------------------------------------- | ---------- | ---------- | ------------------------------ | ------------------------ |
| Поразка   | 0–1   | Тра 1998 | German Open, Німеччина                            | Tier I     | Ґрунт      | Кончита Мартінес               | 4–6, 4–6                 |
| Поразка   | 0–2   | Січ 1999 | Відкритий чемпіонат Австралії з тенісу, Австралія | Grand Slam | Тверде     | Мартіна Хінгіс                 | 2–6, 3–6                 |
| Поразка   | 0–3   | Лют 1999 | Open GDF Suez, Франція                            | Tier II    | Килим (i)  | Серена Вільямс                 | 2–6, 6–3, 6–7(4–7)       |
| Перемога  | 1–3   | Жов 1999 | WTA Bratislava, Словаччина                        | Tier IV    | Тверде (i) | Кім Клейстерс                  | 6–3, 6–3                 |
| Перемога  | 2–3   | Січ 2000 | Sydney International, Австралія                   | Tier II    | Тверде     | Ліндсі Девенпорт               | 7–6(7–2), 6–4            |
| Поразка   | 2–4   | Тра 2000 | Croatian Bol Ladies Open, Хорватія                | Tier III   | Ґрунт      | Тіна Писник                    | 6–7(4–7), 6–7(2–7)       |
| Поразка   | 2–5   | Тра 2000 | Мастерс Рим, Італія                               | Tier I     | Ґрунт      | Моніка Селеш                   | 2–6, 6–7(4–7)            |
| Перемога  | 3–5   | Лют 2001 | Open GDF Suez, Франція                            | Tier II    | Килим (i)  | Анке Губер                     | 7–6(7–2), 6–1            |
| Перемога  | 4–5   | Лют 2001 | Nice Internationaux, Франція                      | Tier II    | Тверде (i) | Магдалена Малеєва              | 6–2, 6–0                 |
| Перемога  | 5–5   | Кві 2001 | Amelia Island Championships, США                  | Tier II    | Ґрунт      | Аманда Кетцер                  | 6–4, 7–5                 |
| Перемога  | 6–5   | Тра 2001 | Berlin Open, Німеччина                            | Tier I     | Ґрунт      | Дженніфер Капріаті             | 6–4, 2–6, 6–3            |
| Поразка   | 6–6   | Тра 2001 | Italian Open, Італія                              | Tier I     | Ґрунт      | Єлена Докич                    | 6–7(3–7), 1–6            |
| Перемога  | 7–6   | Лют 2002 | Dubai Tennis Championships, ОАЕ                   | Tier II    | Тверде     | Сандрін Тестю                  | 6–4, 7–6(7–3)            |
| Перемога  | 8–6   | Сер 2002 | Мастерс Канада, Канада                            | Tier I     | Тверде     | Дженніфер Капріаті             | 6–4, 6–1                 |
| Поразка   | 8–7   | Лют 2003 | Open GDF Suez, Франція                            | Tier II    | Килим (i)  | Серена Вільямс                 | 3–6, 2–6                 |
| Перемога  | 9–7   | Кві 2003 | Warsaw Open, Польща                               | Tier II    | Ґрунт      | Вінус Вільямс                  | 6–7(6–8), 6–0, 3–0, ret. |
| Поразка   | 9–8   | Тра 2003 | Italian Open, Італія                              | Tier I     | Ґрунт      | Кім Клейстерс                  | 6–3, 6–7(3–7), 0–6       |
| Поразка   | 9–9   | Вер 2003 | Кубок Кремля, Росія                               | Tier I     | Килим (i)  | Анастасія Мискіна              | 2–6, 4–6                 |
| Перемога  | 10–9  | Жов 2003 | Philadelphia Championships, США                   | Tier II    | Тверде     | Мискіна Анастасія Андріївна    | 5–7, 6–0, 6–2            |
| Поразка   | 10–10 | Лис 2003 | Фінал WTA, США                                    | Фінали     | Тверде (i) | Кім Клейстерс                  | 2–6, 0–6                 |
| Поразка   | 10–11 | Січ 2004 | Sydney International, Австралія                   | Tier II    | Тверде     | Жустін Енен                    | 4–6, 4–6                 |
| Поразка   | 10–12 | Кві 2004 | Amelia Island Championships, США                  | Tier II    | Ґрунт      | Ліндсі Девенпорт               | 4–6, 4–6                 |
| Перемога  | 11–12 | Тра 2004 | Berlin Open, Німеччина                            | Tier I     | Ґрунт      | Вінус Вільямс                  | w/o                      |
| Перемога  | 12–12 | Тра 2004 | Italian Open, Італія                              | Tier I     | Ґрунт      | Дженніфер Капріаті             | 3–6, 6–3, 7–6(8–6)       |
| Перемога  | 13–12 | Сер 2004 | Canadian Open (Montreal), Канада                  | Tier I     | Тверде     | Олена Лиховцева                | 6–1, 6–0                 |
| Поразка   | 13–13 | Сер 2004 | Літні Олімпійські ігри 2004, Афіни                | Olympics   | Тверде     | Жустін Енен                    | 3–6, 3–6                 |
| Поразка   | 13–14 | Жов 2004 | Porsche Tennis Grand Prix, Німеччина              | Tier II    | Тверде     | Ліндсі Девенпорт               | 2–6, ret.                |
| Перемога  | 14–14 | Жов 2004 | Linz Open, Австрія                                | Tier II    | Тверде     | Олена Бовіна                   | 6–2, 6–0                 |
| Перемога  | 15–14 | Жов 2004 | Philadelphia Championships, США                   | Tier II    | Тверде     | Віра Звонарьова                | 3–6, 6–2, 6–2            |
| Поразка   | 15–15 | Лют 2005 | Open GDF Suez, Франція                            | Tier II    | Килим (i)  | Дінара Сафіна                  | 4–6, 6–2, 3–6            |
| Перемога  | 16–15 | Лют 2005 | Diamond Games, Бельгія                            | Tier II    | Килим      | Вінус Вільямс                  | 4–6, 7–5, 6–4            |
| Перемога  | 17–15 | Тра 2005 | Italian Open, Італія                              | Tier I     | Ґрунт      | Патті Шнідер                   | 2–6, 6–3, 6–4            |
| Поразка   | 17–16 | Сер 2005 | Connecticut Open, США                             | Tier II    | Тверде     | Ліндсі Девенпорт               | 4–6, 4–6                 |
| Поразка   | 17–17 | Жов 2005 | Stuttgart Open, Німеччина                         | Tier II    | Тверде     | Ліндсі Девенпорт               | 2–6, 4–6                 |
| Перемога  | 18–17 | Жов 2005 | Philadelphia Championships, США                   | Tier II    | Тверде     | Олена Дементьєва               | 7–5, 2–6, 7–5            |
| Перемога  | 19–17 | Лис 2005 | WTA Фінали, США                                   | Фінали     | Тверде (i) | Марі П'єрс                     | 5–7, 7–6(7–3), 6–4       |
| Перемога  | 20–17 | Січ 2006 | Australian Open, Австралія                        | Grand Slam | Тверде     | Жустін Енен                    | 6–1, 2–0 ret.            |
| Перемога  | 21–17 | Лют 2006 | Open GDF Suez, Франція                            | Tier II    | Килим (i)  | Марі П'єрс                     | 6–1, 7–6(7–2)            |
| Перемога  | 22–17 | Лют 2006 | Diamond Games, Бельгія                            | Tier II    | Килим      | Кім Клейстерс                  | 3–6, 6–3, 6–3            |
| Поразка   | 22–18 | Лют 2006 | Qatar Ladies Open, Катар                          | Tier II    | Тверде     | Надія Петрова                  | 3–6, 5–7                 |
| Перемога  | 23–18 | Лип 2006 | Вімблдонський турнір, Велика Британія             | Grand Slam | Трава      | Жустін Енен                    | 2–6, 6–3, 6–4            |
| Поразка   | 23–19 | Вер 2006 | China Open, КНР                                   | Tier II    | Тверде     | Світлана Кузнецова             | 4–6, 0–6                 |
| Поразка   | 23–20 | Лис 2006 | WTA Фінали, Іспанія                               | Фінали     | Тверде (i) | Жустін Енен                    | 4–6, 3–6                 |
| Перемога  | 24–20 | Лют 2007 | Diamond Games, Бельгія                            | Tier II    | Килим      | Кім Клейстерс                  | 6–4, 7–6(7–4)            |
| Поразка   | 24–21 | Лют 2007 | Dubai Championships, ОАЕ                          | Tier II    | Тверде     | Жустін Енен                    | 4–6, 5–7                 |
| Поразка   | 24–22 | Тра 2007 | Internationaux de Strasbourg, Франція             | Tier III   | Ґрунт      | Анабель Медіна Гаррігес        | 4–6, 6–4, 4–6            |
| Поразка   | 24–23 | Чер 2007 | Eastbourne International, Велика Британія         | Tier II    | Трава      | Жустін Енен                    | 5–7, 7–6(7–4), 6–7(2–7)  |
| Перемога  | 25–23 | Лют 2009 | Open GDF Suez, Франція                            | Premier    | Тверде (i) | Дементьєва Олена В'ячеславівна | 7–6(9–7), 2–6, 6–4       |

### Парний розряд (3 титули, 1 поразка)
| Легенда                   |
| ------------------------- |
| Grand Slam (0–1)          |
| WTA 1000 (Primer M) (1–0) |
| WTA 500 (Tier II) (2–0)   |

| Фінали by Покриття |
| ------------------ |
| Тверде (1–0)       |
| Трава (1–1)        |
| Килим (1–0)        |

| Результат | В-П | Дата | Турнір                                    | Категорія  | Покриття  | Партнер                          | Опонент                          | Рахунок          |
| --------- | --- | ---- | ----------------------------------------- | ---------- | --------- | -------------------------------- | -------------------------------- | ---------------- |
| Перемога  | 1–0 | 2000 | Linz Open, Австрія                        | Tier II    | Килим (i) | Чанда Рубін                      | Суґіяма Ай Наталі Тозья          | 6–4, 6–4         |
| Поразка   | 1–1 | 2005 | Вімблдонський турнір, Велика Британія     | Grand Slam | Трава     | Світлана Кузнецова               | Кара Блек Лізель Губер           | 2–6, 1–6         |
| Перемога  | 2–1 | 2006 | Eastbourne International, Велика Британія | Tier II    | Трава     | Кузнецова Світлана Олександрівна | Лізель Губер Мартіна Навратілова | 6–2, 6–4         |
| Перемога  | 3–1 | 2009 | Відкритий чемпіонат Маямі з тенісу, США   | Premier M  | Тверде    | Кузнецова Світлана Олександрівна | Квета Пешке Ліза Реймонд         | 4–6, 6–3, [10–3] |